# Hellraiser (Album)
Hellraiser ist das fünfzehnte Studioalbum der schweizerischen Hard-Rock-Band Krokus. Es enthält die Singleauskopplung „Angel of My Dreams“.

## Hintergrund
Nachdem Krokus mit Rock the Block, dem ersten Nummer-1-Album der Bandgeschichte, und dem auf der nachfolgenden Europatour aufgenommenen Livealbum Fire and Gasoline (Spontaneously Combustible) – Live! ein vielbeachtetes und äußerst erfolgreiches Comeback gelungen war, schien sich die Band stabilisiert zu haben. Doch ein weiteres Mal sollte das Line-Up nicht bis zum nächsten Album Bestand haben. Zunächst verließ Leadgitarrist Fernando von Arb – das einzige Bandmitglied, das seit To You All konstant auf allen Studioalben mitgewirkt und darüber hinaus die Band auch durch die turbulenten 90er Jahre manövriert hatte – noch vor der geplanten Nordamerikatour die Formation, womöglich auch, weil er sich während der Entstehung der DVD Krokus: As Long as We Live wieder mit dem ehemaligen Bassisten und Gründungsmitglied Chris von Rohr angefreundet hatte. Ersetzt wurde er durch Mandy Meyer, der bereits 1981 nach dem Rauswurf von Tommy Kiefer für die noch ausstehenden Termine der damaligen Konzertreise ein kurzes Gastspiel in der Band gab. Nach dieser Tour ersetzte außerdem Stefan Schwarzmann – der erste Deutsche im Line-Up der Bandhistorie – den scheidenden Schlagzeuger Patrick Aeby. In der Besetzung Marc Storace, Mandy Meyer, Tony Castell, Dominique Favez und Stefan Schwarzmann wurde schließlich das überwiegend im House of Audio in Winterbach entstandene Album Hellraiser eingespielt, das mit der Single „Angel of My Dreams“ als Unterstützung prompt Platz 2 der schweizerischen Albumcharts erreichte und darüber hinaus Goldstatus in der Schweiz einfuhr. Im Anschluss daran folgte zunächst noch im selben Jahr eine eigene Headlinertour durch Europa, bei der mit „Hellraiser“, „Too Wired to Sleep“, „Fight on“, „Midnite Fantasy“ und „Spirit of the Night“ einige weitere Songs des Albums regelmäßig in der Setlist auftauchten. 2007 unternahm man dann eine ebenfalls durch Europa führende, sehr erfolgreiche Konzertreise als Special Guest von Hammerfall und mit The Poodles im Vorprogramm. Die nachfolgend auf der offiziellen Webseite verkündete künstlerische Pause nutzte Frontmann Marc Storace schließlich zur Wiedervereinigung mit einigen langjährigen Bandkollegen: Nachdem er die weiteren Mitglieder des Hellraiser-Line-Ups über seine Entscheidung informiert hatte, kamen zunächst Leadgitarrist Fernando von Arb, Bassist Chris von Rohr und Schlagzeuger Freddy Steady zurück, ehe auch Rhythmusgitarrist Mark Kohler als letzter Bestandteil der sogenannten Urformation präsentiert wurde. In dieser Besetzung sollte schließlich der Nachfolger Hoodoo entstehen. Das Album Hellraiser, das auf dem Cover einen leicht veränderten Krokus-Schriftzug aufweist, wurde neben der Standardedition auch in einer Limited Edition veröffentlicht, die zusätzlich den Bonustrack „Walking in the Spirit“ sowie die im schweizerischen Wintersportgebiet Hoch-Ybrig mitgeschnittenen Livevideos „Hellraiser“ und „Rock City“ enthält.

## Titelliste
1. Hellraiser (3:36) (Marc Storace)
2. Too Wired to Sleep (2:43) (Storace/Tony Castell)
3. Hangman (4:06) (Storace/Dominique Favez)
4. Angel of My Dreams (3:46) (Storace/Castell)
5. Fight on (5:02) (Storace/Mandy Meyer)
6. So Long (4:29) (Storace/Meyer)
7. Spirit of the Night (4:01) (Storace/Meyer)
8. Midnite Fantasy (4:10) (Storace)
9. No Risk No Gain (3:52) (Storace/Favez)
10. Turnin’ Inside Out (3:51) (Storace/Meyer)
11. Take My Love (4:56) (Storace/Favez)
12. Justice (3:45) (Storace/Charly Preissel)
13. Love Will Survive (3:36) (Storace/Castell/Favez)
14. Rocks Off! (3:51) (Storace/Castell)

### Bonustrack der Limited Edition
1. Walking in the Spirit (2:38) (Storace)[5]

### Wissenswertes
- „Hellraiser“ wurde für den Soundtrack des ebenfalls 2006 erschienenen Films Handyman verwendet.[3]
- „Hellraiser“ wurde außerdem auch für das ebenfalls 2006 veröffentlichte Browserspiel KnightsDivine verwendet.[6]

## Besetzung
Gesang: Marc Storace
Leadgitarre: Mandy Meyer
Rhythmusgitarre: Dominique Favez
Bass: Tony Castell
Schlagzeug: Stefan Schwarzmann